# كريستيان ياكوبسون
كريستيان ياكوبسون هو لاعب هوكي الجليد سويدي، ولد في 18 يناير 1996 في السويد.

## وصلات خارجية
- كريستيان جاكوبسون على موقع EliteProspects.com (الإنجليزية)
- كريستيان جاكوبسون على موقع HockeyDB.com (الإنجليزية)